# Isoperla aizuana
Isoperla aizuana är en bäcksländeart som beskrevs av Kohno 1953. Isoperla aizuana ingår i släktet Isoperla och familjen rovbäcksländor. Inga underarter finns listade i Catalogue of Life.